# Зільцен
Зільцен (нім. Silzen) — громада в Німеччині, розташована в землі Шлезвіг-Гольштейн. Входить до складу району Штайнбург. Складова частина об'єднання громад Ітцего-Ланд.
Площа — 6,69 км2. Населення становить 156 ос. (станом на 31 грудня 2020).